# Internationaux de Tennis de Troyes
Gli Internationaux de Tennis de Troyes sono un torneo professionistico di tennis giocato su campi in terra rossa, facente parte dell'ATP Challenger Tour. Si gioca annualmente dal 2022 al Tennis Club de Troyes a Troyes, in Francia.
Il francese Manuel Guinard ha vinto nello stesso anno, il 2023, entrambe le discipline.

## Albo d'oro

### Singolare
| Anno | Campione             | Finalista       | Punteggio        |
| ---- | -------------------- | --------------- | ---------------- |
| 2025 | Jan Choinski         | Calvin Hemery   | 6–4, 6(4)–7, 6–2 |
| 2024 | Gabriel Debru        | Timofej Skatov  | 6–3, 6(1)–7, 7–5 |
| 2023 | Manuel Guinard       | Calvin Hemery   | 6–4, 6–3         |
| 2022 | Juan Bautista Torres | Benjamin Hassan | 7–6(2), 6–2      |

### Doppio
| Anno | Campioni                                | Finalisti                                   | Punteggio      |
| ---- | --------------------------------------- | ------------------------------------------- | -------------- |
| 2025 | Mario Mansilla Díez Bruno Pujol Navarro | David Poljak Tim Rühl                       | 7–6(3), 7–6(2) |
| 2024 | Neil Oberleitner Jakub Paul             | Denis Istomin Evgenij Karlovskij            | 6–4, 7–6(1)    |
| 2023 | Manuel Guinard Grégoire Jacq            | Álvaro López San Martín Daniel Rincón       | walkover       |
| 2022 | Íñigo Cervantes Oriol Roca Batalla      | Thiago Agustín Tirante Juan Bautista Torres | 6–1, 6–2       |